# Václav Pavkovič
Václav Pavkovič (24. dubna 1936, Břeclav – 17. listopadu 2019, Břeclav) byl český veslař a reprezentant Československa. V roce 1960 získal na LOH 1960 bronzovou medaili v závodě osmiveslic.
O rok dřív se společně radovali ze druhého místa na mistrovství Evropy ve francouzském Maconu.

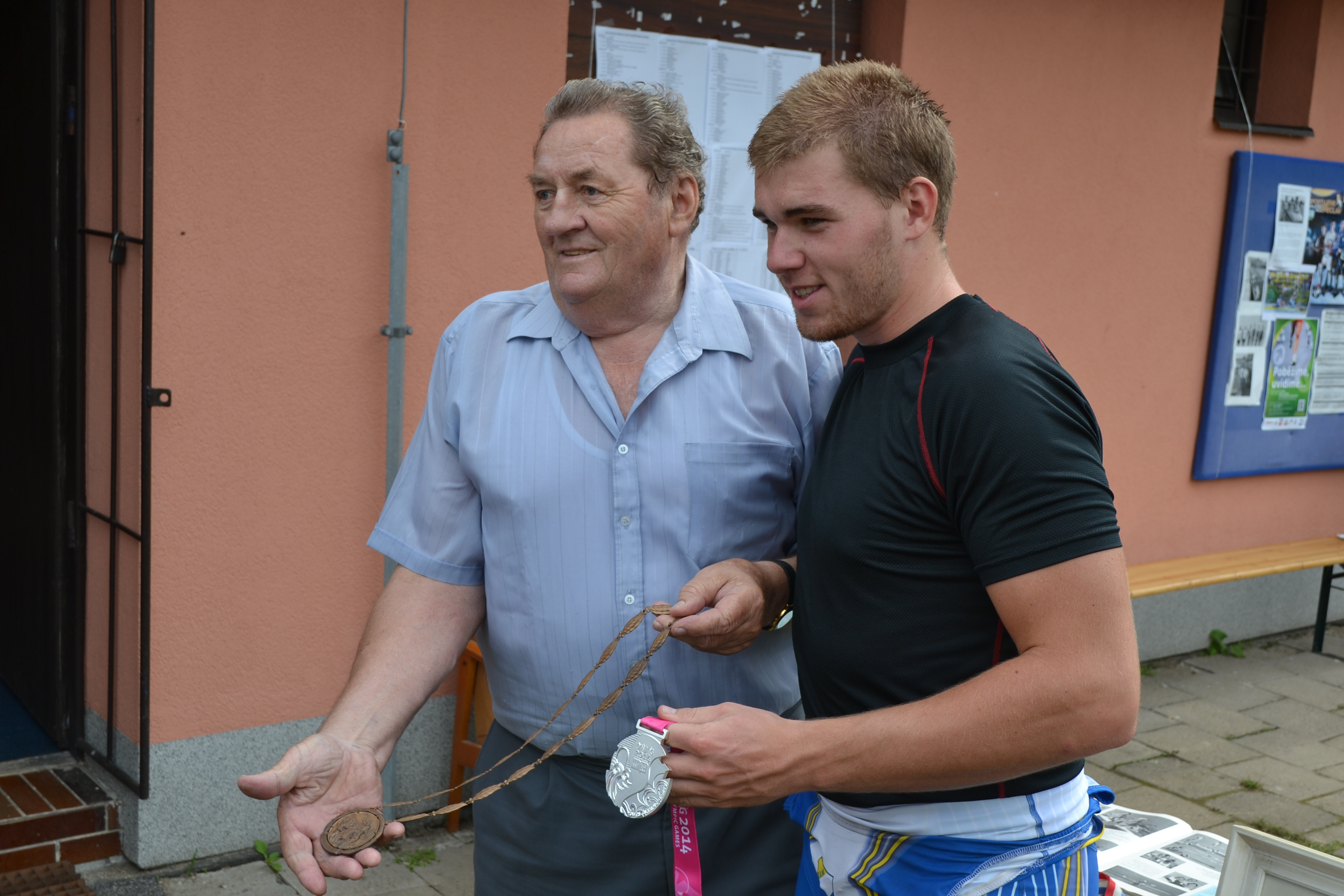
Václav Pavkovič a Lukáš Helešic na Slovácké regatě 2014

Václav Pavkovič začal v Břeclavi veslovat ve 12 letech pod dohledem Ladislava Smolíka, člena legendární břeclavské osmy, která startovala na olympiádě v Berlíně v roce 1936. V roce 1955 byl Pavkovič členem břeclavské osmy, která vybojovala titul mistrů Československa. Následující dva roky vesloval v armádním celku ÚDA Praha (dnešní Dukla) a pak se opět vrátil do Břeclavi. Po skončení závodní kariéry v roce 1963 pracoval Václav Pavkovič dlouhá léta jako trenér a předseda břeclavského veslařského oddílu. Na olympiádu se probojovali také jeho svěřenci Zdeněk Kuba (1968, 1972) a Oldřich Kruták (1972).